# Dél-Kordofán
Dél-Kordofán (arabul:  جنوب كردفان Dzsanúb Kordofán) egyike Szudán 18 államának, székhelye Kadukli. Területe 155 355 km², lakosságának száma 1 100 000 fő körül mozog.

## Földrajzi elhelyezkedése

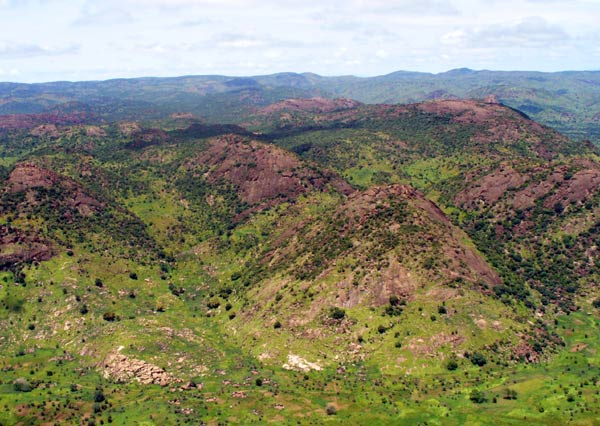
A Nuba-hegység Dél-Kordofánban.

Dél-Kordofán Szudán déli részén helyezkedik el, Dél-Szudánnal határos. Az állam területének jelentős részét a Nuba-hegység teszi ki, éghajlatát és növényzetét tekintve a félsivatagi jelleg az uralkodó. Dél-Kordofán Szudán egyetlen állama, melynek területén jelentős kőolajtartalékok vannak (ez az egyik kiváltó oka a Szudán és Dél-Szudán közötti versengésnek a régió birtoklásáért).

## Története
Dél-Kordofán Szudán függetlenné válása óta (1955) az ország területének részét képezi, de mivel a lakosság többségét az afrikai bennszülött nubák teszik ki, a régióban jelentős táptalajra találtak a dél-szudáni szeparatista törekvések. A régió különösen az 1983 - 2005 között lezajlott második szudáni polgárháború során vált heves harcok színhelyévé, mikor a Nuba-hegység a Dél-Szudáni Függetlenségi Hadsereg egyik legfontosabb bázisává vált.
Habár Dél-Szudán 2011. július 9-én kikiáltotta függetlenségét, Dél-Kordofán továbbra is Szudán része maradt, mely súlyos elégedetlenséget szült a régió lakóinak körében. A második szudáni polgárháborút lezáró békeszerződés értelmében, Dél-Kordofán lakói 2011-ben szintén népszavazáson kellett volna döntsenek a régió hovatartozásáról, de az állam kormányzója Ahmed Harún (akit a hágai Nemzetközi Bíróság háborús bűnökért köröz, több szudáni magas rangú katonai és politikai vezetővel egyetemben)  a hadsereg bevetésével megakadályozta a népszavazás megtartását. A kormányerők fellépése súlyos fegyveres konfliktust robbantott ki a régióban, melynek során a szudáni hadsereg kíméletlen erőszakot alkalmazva lépett fel nemcsak a lázadókkal, hanem a civil lakossággal szemben is.

## Lakosság
Dél-Kordofán lakosságának többsége a nuba néphez tartozik, kisebb részben dinkák és baggarák is lakják a régiót.

## Dél-Kordofán kerületei
- Dilling kerület
- Rásád kerület
- Abu Dzsubája kerület
- Talodi kerület
- Kadukli kerület